# Frank Jay Gould

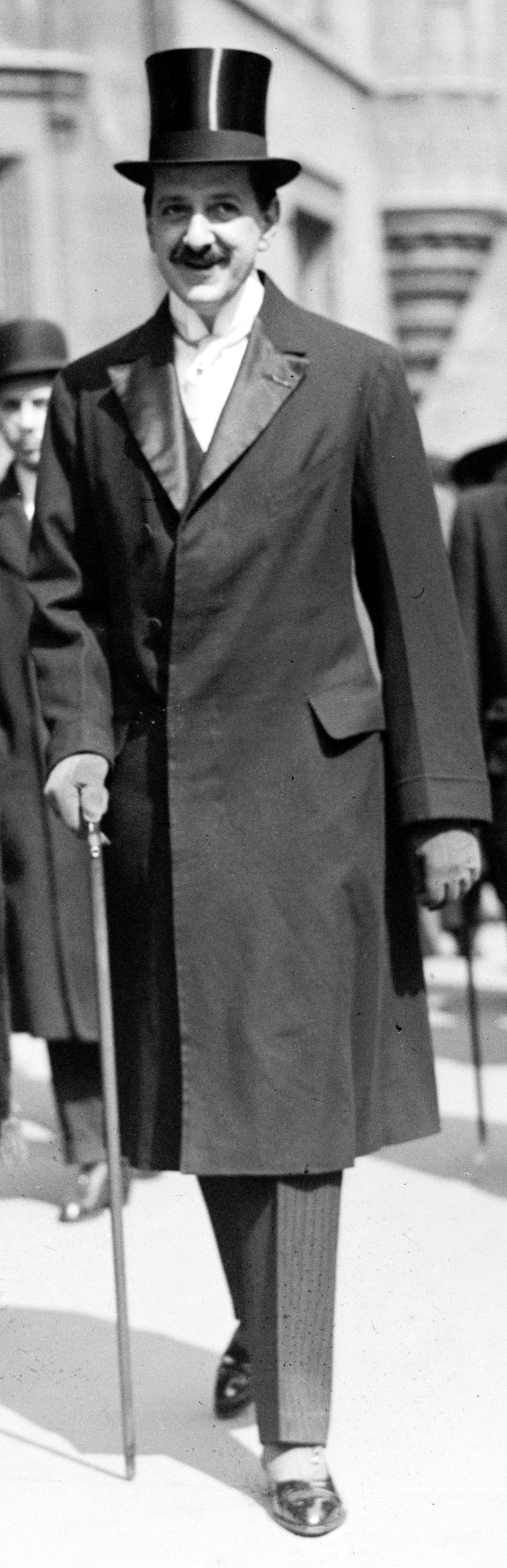
Frank Jay Gould

Frank Jay Gould (* 4. Dezember 1877; † 1. April 1956 in Juan-les-Pins) war ein US-amerikanischer Philanthrop und der Besitzer von mehreren Casinos und Hotels an der Côte d’Azur, darunter des Hotel Le Provençal in Juan-les-Pins.

## Leben
Er wurde als jüngster Sohn des Eisenbahninvestors Jay Gould (1836–1892) und seiner Frau Helen Day Miller (1838–1889) geboren. Er heiratete 1901 Helen Margaret Kelly und hatte mit ihr zwei Töchter: Helen Gould und Dorothy Gould (1904–1969). Die Scheidung erfolgte 1908. Goulds 2. Ehefrau war die Schauspielerin Edith Kelly, die er 1910 heiratete. 1923 wurde die Literatin Florenz La Caze (1895–1983) die dritte Ehefrau Goulds.
Bereits 1892 erbte er ein Sechstel des Vermögens seines Vaters. 1909 gründete er die Virginia Railway and Power Company, welche 1925 zunächst in Virginia Electric und Power Company (VEPCO) und in den 1980er Jahren in Virginia Power umbenannt wurde. Heute beliefert dieses unter dem Namen Dominion Energy die Bundesstaaten Virginia und North Carolina mit Elektrizität und stellt für ein halbes Dutzend anderer Bundesstaaten Erdgas bereit.

## Frankreich
Frank Gould kam nach Frankreich mit dem Ziel, Hotels und Casinos zu errichten. Im Gegensatz zu anderen Investoren baute er nicht außerhalb, sondern innerhalb von Städten, die er so als Urlaubsort aufwertete. Um 1910 erschloss er in der Stadt Maisons-Laffitte ein riesiges Areal um seinen Rennstall herum und investierte in die Entwicklung des Reitsports.
Aus der Stadt Granville wollte er das „Monaco des Nordens“ machen und errichtete 1911 ein Casino und 1912 das Hotel Palace le Normandy. Gould zog schließlich nach Juan-les-Pins, wo er die Villa „La Vigie“ kaufte. Gegenüber seinem Anwesen ließ er einen Kiefernwald anlegen und baute 1926 das berühmte Hotel Le Provençal. Dieses Luxushotel mit seinen 290 Zimmern war einer der wichtigsten Hotelpaläste der Côte d’Azur. Seine Frau Florence Gould empfing dort viele Prominente der damaligen Zeit wie André Gide, Roger Martin du Gard, Jean Paulhan, Jean Cocteau, Charlie Chaplin und Estée Lauder. Erbaut im Stil des Art déco war das Le Provencal eines der elegantesten Hotels in Europa.
Gould erbaute auch das erste Sommer-Casino von Juan-les-Pins. Er öffnete seine Kureinrichtungen im Frühjahr, während es im 19. Jahrhundert noch hauptsächlich eine Wintersaison gegeben hatte. Teile der Jeunesse dorée aus Europa kamen, um sich zu amüsieren. Es folgten Filmstars wie Mary Pickford, Mistinguett und Maurice Chevalier.
1927 übertrug er den Bau des zweiten Casinos im Kurort Bagnoles-de-l’Orne dem Architekten Auguste Bluysen. Dieses Gebäude ist einer der Eckpfeiler des Kurorts, die Art-déco-Fassade spiegelt sich im See. In Nizza wurde auf seine Initiative von 1927 bis 1929 der Hotelpalast „Palais de la Méditerranée“ errichtet, ein weiteres Glanzstück des Art déco, das heute noch als Hotel geführt wird.
Zu Goulds Unternehmen gehörte auch der 1925 in Paris gegründete Karosseriehersteller De Villars.
Frank Jay Gould starb am 1. April 1956 in Juan-les-Pins.
Die Kunstsammlung von 200 impressionistischen und modernen Gemälden wurde nach dem Tod der Witwe Florence Gould 1983 bei Sotheby’s versteigert. Ebenso wurden Altmeister-Gemälde, Möbel, Dekorationsgegenstände und Juwelen bei anderen Versteigerungen verkauft.